# Metaphrynella pollicaris
Metaphrynella pollicaris es una especie de anfibios de la familia Microhylidae.

## Distribución geográfica
Se encuentra en la península Malaya.

## Estado de conservación
Se encuentra amenazada por la pérdida de su hábitat natural.